# Club Esportiu Banyoles
El Club Esportiu Banyoles és un club de futbol català de la ciutat de Banyoles.

## Història

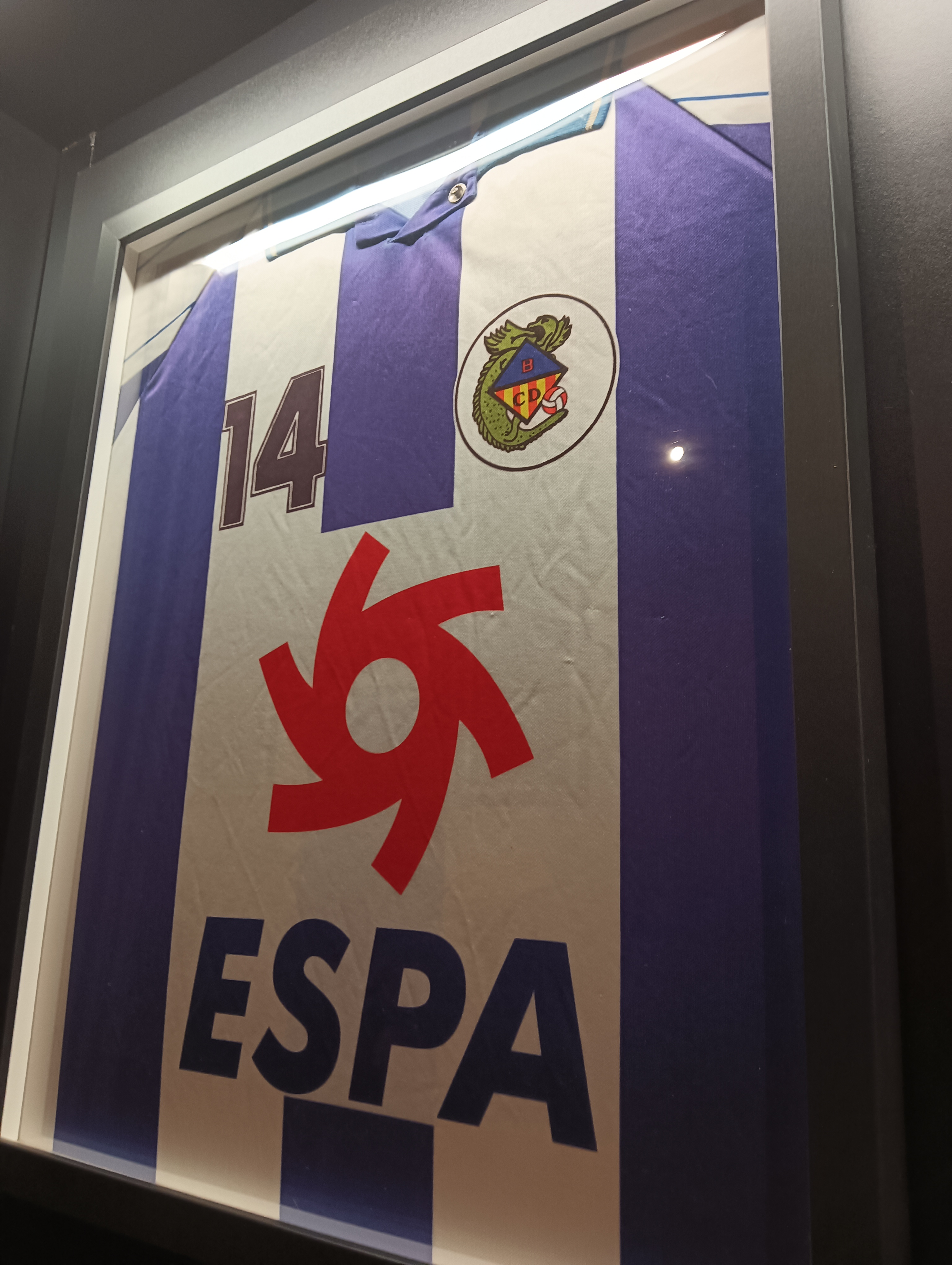
Samareta Banyoles.

El 15 d'agost de 1913 Francesc Xavier Ballestero Pérez va fundar el F.C. Banyoles inaugurant el "Camp de les Estunes". El primer partit disputat va ser contra l'Armstrong de Palamós. L'any 1925 s'inaugura el nou camp de futbol "Centre d'Esports", nou nom del club: Centre d'Esports Banyoles. L'any 1928 el C.E. Banyoles ingressa a la Federació Catalana de Futbol.
El 13 de març de 1932 inaugura el "Camp de les Pedreres" i un any més tard el "Camp dels prats de l'Estany". El 1942 el club es converteix en C.D. Banyoles. El 1943 s'instal·la al "Camp dels Servites". Al final de la temporada 1956-57 el C.D. Banyoles puja per primer cop a Tercera Divisió, i el setembre de 1958 inaugura el nou camp d'esports del carrer Nord, actual "Camp Vell". El 25 d'octubre de 1968 s'inaugura l'actual "Camp Nou" amb un partit davant del FC Barcelona. L'any 1969 se celebra per primer cop el Torneig de l'Estany, organitzat pel club i amb la participació de clubs de Girona, Olot i Figueres.

## Presidents
| - 1933-1936 Jaume Cristina i Laporta - 1943-1944 Miquel Planas i Viñas - 1944-1946 Salvador Costa i Rigola - 1946-1952 Lluís Hostench i Franch - 1952-1959 Joan Llinàs i Pujolàs - 1959-1960 Ernest Salvó i Berenguer - 1960-1963 Josep Félez i Alvarez - 1963-1964 Angel Arpa i Oliver - 1964-1966 Joan Llinàs i Pujolàs - 1966-1971 Maurici Duran i García - 1971-1973 Xavi Agustí i Boschdemont - 1973-1974 Pere Planas i Planas - 1974-1978 Francesc Nogué i Jové |  | - 1978-1983 Joan Banal i Bertan - 1983-1986 Josep Corominas i Mitjavila - 1986-1989 Francesc Llinàs - 1989-1990 Josep Planas Farreras - 1990-1992 Joaquim Brugues Heras - 1992-1995 Robert Dabau Sues - 1995-1998 Joan Banal Bertran - 1998-2002 Lluís Plaja - 2002-2006 Josep Corominas Mitjavila - 2006-2009 Joaquim Ferrer i Anglada - 2009-2014 Jordi Omedes Masgrau - 2014-2015 Xavier Pagès i Heras - 2015-Act. Pau Teixidor i Romans |  |  |  |

## Palmarès
- Primera Catalana:
  - 1982
- Segona Catalana: 
  - 1957 I, 1970 I, 1981 I, 2013 I, 2017 I
- Campionat de Catalunya d'Aficionats:[1]
  - 1976

## Temporades
Fins a l'any 2013 el club ha militat 23 temporades a Tercera Divisió i 7 a Primera Catalana.
| - 1957-58: 3a Divisió 11è - 1958-59: 3a Divisió 13è - 1982-83: 3a Divisió 6è - 1983-84: 3a Divisió 8è - 1984-85: 3a Divisió 5è - 1985-86: 3a Divisió 8è - 1986-87: 3a Divisió 9è - 1987-88: 3a Divisió 14è - 1988-89: 3a Divisió 10è | - 1989-90: 3a Divisió 15è - 1990-91: 3a Divisió 3r - 1991-92: 3a Divisió 17è - 1992-93: 1a Div. Catalana 9è - 1993-94: 1a Div. Catalana 5è - 1994-95: 3a Divisió 13è - 1995-96: 3a Divisió 11è - 1996-97: 3a Divisió 15è - 1997-98: 3a Divisió 10è | - 1998-99: 3a Divisió 10è - 1999-00: 3a Divisió 16è - 2000-01: 3a Divisió 20è - 2001-02: 1a Div. Catalana 7è - 2002-03: 1a Div. Catalana 2n - 2003-04: 3a Divisió 12è - 2004-05: 3a Divisió 19è - 2005-06: 1a Div. Catalana 13è - 2006-07: 1a Div. Catalana 4t | - 2007-08: 3a Divisió 9è - 2008-09: 3a Divisió 20è - 2009-10: 1a Div. Catalana 19è - 2010-11: Territorial Preferent 14è - 2011-12: Segona Catalana 6è - 2012-13: Segona Catalana 1r |